# دیوید سوارز (بازیکن فوتبال)
دیوید سوارز (انگلیسی: David Suarez؛ زادهٔ ۹ ژوئن ۱۹۷۹) بازیکن فوتبال سابق اهل فرانسه است که در پست مهاجم بازی می‌کرد.
از باشگاه‌هایی که در آن بازی کرده‌است می‌توان به باشگاه فوتبال کن، باشگاه ورزشی آمیان، باشگاه فوتبال گنگام، باشگاه فوتبال باستیا، باشگاه فوتبال سدان، و باشگاه فوتبال تولوز اشاره کرد.